# Radcliffe (Iowa)
Radcliffe – miasto w Stanach Zjednoczonych, w stanie Iowa, w hrabstwie Hardin. Zgodnie ze spisem statystycznym z 2000 roku, miasto liczyło 607 mieszkańców.